# Naricolax insolitus
Naricolax insolitus is een eenoogkreeftjessoort uit de familie van de Bomolochidae. De wetenschappelijke naam van de soort is voor het eerst geldig gepubliceerd in 2003 door Ho & Lin.